# Шварценборн (Гессен)
Шварценборн (нім. Schwarzenborn) — місто в Німеччині, знаходиться в землі Гессен. Підпорядковується адміністративному округу Кассель. Входить до складу району Швальм-Едер.
Площа — 26,90 км2. Населення становить 1200 ос. (станом на 31 грудня 2020).